# María Elena Swett
María Elena Swett Urquieta (Santiago, Chile em 11 de abril de 1979) é uma atríz chilena de cinema, teatro e televisão.

## Trabalhos

### Cinema
- XS, la peor talla (2003) - Pamela
- El nominado (2003) - Laura
- Mirageman (2006) - Karol Valdivieso
- Rojo intenso (2007) - Laura

### Televisão
- 2003 : Machos (Canal 13) : Fernanda Garrido
- 2004 : Hippie (Canal 13) : Magdalena Arrieta
- 2005 : Brujas (Canal 13) : Cassandra García
- 2008 : Hijos del Monte (TVN) : Paula del Monte
- 2009 : Los ángeles de Estela (TVN) : Margarita Bobadilla
- 2010-2011 : La familia de al lado (TVN) : Pilar Echeñique
- 2011 : Aquí mando yo (TVN) : Sofía Kuncar
- 2013-2014 : Socias (TVN) : Inés Ventura
- 2014: El amor lo manejo yo (TVN) : Victoria Duque

### Teatro
- 2007 : Amantes :  Sara
- 2008 : ¿Estás ahí? :  Ana
- 2011 : Canario : Annie

### Séries
- 1999: La Otra cara del Espejo (Megavisión)
- 2002: Más que amigos (Canal 13) - Bárbara
- 2007: Héroes (Canal 13) - Francisca de Paula Segura y Ruiz